# کایل ویلتجر
کایل ویلتجر (انگلیسی: Kyle Wiltjer؛ زادهٔ ۲۰ اکتبر ۱۹۹۲) بازیکن بسکتبال اهل ایالات متحده آمریکا است.
از باشگاه‌هایی که در آن بازی کرده‌است می‌توان به باشگاه بسکتبال کاناریاس، هیوستون راکتس، باشگاه بسکتبال المپیاکوس، بسکتبال مردان کنتاکی وایلدکتز، و باشگاه بسکتبال مالاگا اشاره کرد.
وی در مسابقات کشوری و بین‌المللی در مجموع برندهٔ ۱ مدال نقره، ۱ مدال برنز شده‌است.